# Armando Grottini
Armando Grottini (Roma, 22 giugno 1909 – Roma, 9 dicembre 2001) è stato un regista italiano.

## Biografia
Entrato nel mondo del cinema nel 1939, ebbe mansioni di segretario di edizione prima di passare dal 1945 al 1951 come aiuto regista per una decina di film insieme a molti registi di rilievo. Tra il 1950 e il 1962 fu direttore di produzione di una dozzina di film, tra i quali molte della Fortunia Film di Felice Zappulla, e tra il 1949 e il 1953 diresse quattro pellicole, due delle quali firmate con gli pseudonimi di Armando Ingegnero e Armando Zorri. In seguito lavorò in televisione fino al 1979. È deceduto a 92 anni.

## Filmografia

### Regista
- La figlia del peccato (1949) col nome Armando Ingegnero
- Carcerato (1951) col nome Armando Zorri
- Rimorso (1952)
- ...e Napoli canta! (1953)

### Segretario di edizione
- Una moglie in pericolo, regia di Max Neufeld (1939)
- I promessi sposi, regia di Mario Camerini (1941)

### Aiuto regista
- La vita ricomincia di Mario Mattoli (1945)
- Il canto della vita di Carmine Gallone (1945)
- Avanti a lui tremava tutta Roma di Carmine Gallone (1946)
- Biraghin di Carmine Gallone (1946)
- Il fiacre n. 13 di Raoul André e Mario Mattoli (1947)
- I due orfanelli di Mario Mattòli (1947)
- Il bacio di una morta di Guido Brignone (1949)
- Marechiaro di Giorgio Ferroni (1949)
- Ho sognato il paradiso di Giorgio Pàstina (1950)
- Santo disonore di Guido Brignone (1950)
- La vendetta di una pazza di Pino Mercanti (1951)

### Direttore di produzione
- Questa è la vita di Aldo Fabrizi, Giorgio Pàstina, Mario Soldati e Luigi Zampa (1954)
- Accadde al commissariato di Giorgio Simonelli (1954)
- Buonanotte... avvocato! di Giorgio Bianchi (1955)
- Accadde al penitenziario di Giorgio Bianchi (1955)
- Mi permette, babbo! di Mario Bonnard (1956)
- Italia piccola di Mario Soldati (1957)
- Arrivano i dollari! di Mario Costa (1957)
- Meravigliosa di Siro Marcellini (1958) solo collaborazione alla sceneggiatura
- L'assedio di Siracusa di Pietro Francisci (1959)
- La regina delle Amazzoni di Vittorio Sala (1960)
- Ponzio Pilato di Gian Paolo Callegari e Irving Rapper (1962)
- I Don Giovanni della Costa Azzurra di Vittorio Sala (1962)